# Siêu cúp Anh 2008
FA Community Shield 2008 (hay Siêu Cúp Anh 2008 theo truyền thông tiếng Việt) là một trận bóng đá diễn ra vào ngày 10 tháng 8 năm 2008 giữa nhà vô địch Giải bóng đá Ngoại hạng Anh 2007–08 Manchester United và nhà vô địch Cúp FA 2007–08 Portsmouth, trước khi Giải bóng đá Ngoại hạng Anh 2008–09 bắt đầu. Trận đấu này là trận đấu kỷ niệm lần thứ 100 kể từ khi Charity Shield (và nay là Community Shield) ra đời vào tháng 8 năm 1908. Trận đấu này cũng là cuộc gặp gỡ lần thứ hai giữa hai đội trong khoảng thời gian hai tuần, sau khi họ đã thi đấu với nhau trong một trận giao hữu ở Nigeria vào ngày 27 tháng 7 năm 2008.
Manchester United giành chiến thắng 3–1 trên chấm luân lưu 11m sau khi cả hai đội hòa nhau 0–0 trong 90 phút thi đấu chính thức.

## Diễn biến trận đấu
| Manchester United       | 0–0    | Portsmouth                         |
| ----------------------- | ------ | ---------------------------------- |
|                         | Report |                                    |
| Loạt sút luân lưu       |        |                                    |
| Tevez · Giggs · Carrick | 3–1    | Diarra · Defoe · Mvuemba · Johnson |

| Manchester United | Portsmouth |

|                   |    |                   |     |     |
|                   |    |                   |     |     |
| GK                | 1  | Edwin van der Sar |     |     |
| RB                | 2  | Gary Neville (c)  | 61' | 66' |
| CB                | 5  | Rio Ferdinand     |     |     |
| CB                | 15 | Nemanja Vidić     | 45' |     |
| LB                | 3  | Patrice Evra      |     |     |
| RM                | 24 | Darren Fletcher   |     |     |
| CM                | 18 | Paul Scholes      |     |     |
| CM                | 22 | John O'Shea       |     | 66' |
| LM                | 17 | Nani              |     | 79' |
| SS                | 11 | Ryan Giggs        |     |     |
| CF                | 32 | Carlos Tevez      |     |     |
| Dự bị:            |    |                   |     |     |
| GK                | 29 | Tomasz Kuszczak   |     |     |
| DF                | 6  | Wes Brown         |     | 66' |
| DF                | 21 | Rafael            |     |     |
| DF                | 23 | Jonny Evans       |     |     |
| MF                | 16 | Michael Carrick   |     | 66' |
| MF                | 34 | Rodrigo Possebon  |     |     |
| FW                | 31 | Fraizer Campbell  |     | 79' |
| Huấn luyện viên:  |    |                   |     |     |
| Sir Alex Ferguson |    |                   |     |     |

|                  |    |                     |     |     |
|                  |    |                     |     |     |
| GK               | 1  | David James         |     |     |
| RB               | 5  | Glen Johnson        |     |     |
| CB               | 15 | Sylvain Distin      | 37' |     |
| CB               | 23 | Sol Campbell (c)    |     |     |
| LB               | 7  | Hermann Hreiðarsson |     | 79' |
| RM               | 8  | Papa Bouba Diop     |     |     |
| CM               | 30 | Pedro Mendes        |     | 75' |
| CM               | 6  | Lassana Diarra      |     |     |
| LM               | 19 | Niko Kranjčar       |     | 60' |
| CF               | 9  | Peter Crouch        |     |     |
| CF               | 14 | Jermain Defoe       |     |     |
| Dự bị:           |    |                     |     |     |
| GK               | 21 | Jamie Ashdown       |     |     |
| DF               | 4  | Lauren              |     | 79' |
| DF               | 20 | Martin Cranie       |     |     |
| DF               | 32 | Djimi Traoré        |     |     |
| MF               | 18 | Arnold Mvuemba      |     | 75' |
| FW               | 17 | John Utaka          |     | 60' |
| FW               | 26 | Ben Sahar           |     |     |
| Huấn luyện viên: |    |                     |     |     |
| Harry Redknapp   |    |                     |     |     |

| Trọng tài bắt chính - Trợ lý trọng tài: - Dave Richardson (West Yorkshire) - Ian Gosling (Kent) - Trọng tài thứ 4: Andre Marriner (Birmingham) Cầu thủ xuất sắc nhất trận - Carlos Tevez (Manchester United) | Điều lệ trận đấu - 90 phút. - Sút luân lưu 11m nếu tỷ số hòa. - 7 cầu thủ dự bị. - Thay cầu thủ tối đa là 6. |